# Borca di Cadore
Borca di Cadore är en ort och kommun i provinsen Belluno i regionen Veneto i Italien. Kommunen hade 793 invånare (2018).